# مدرسة النجاة الأهلية
مدرسة النجاة الأهلية أو مدرسة الشنقيطي مدرسة ابتدائية عراقية أهلية للبنين أُنشئت في بلدة الزبير جنوب محافظة البصرة في جنوب العراق سنة 1923م، أسّسها الشيخ محمد أمين الشنقيطي الزبيري، ومعه وجهاء الزبير. وفقاً للنهج السلَفي، وتخرج فيها عدة مشاهير في العراق ودول مجلس التعاون الخليجي. وهي أول مدرسة أهلية عراقية أُنشئت بعد تأسيس المملكة العراقية.

## سبب الإنشاء
حين احتلّ الإنكليز لواء البصرة سنة 1914م استحدثوا منهج تعليم بحسب حاجتهم وكلّفوا المستر جون فان أيس مديرَ الإرسالية الأمريكية في البصرة بالإشراف على تأسيس مدارس في البصرة وما جاورها، فأسسوا مدرسة ابتدائية في ناحية الزبير.
وذُكر في عدد المجلة العربية المنشو سنة 1993م، الإصدار 185-188 أن إنشاء مدرسة النجاة كان «ردّاً على مدرسة الزبير الرسمية التي أنشأها الإنجليز عام ۱۳۳۸هـ - 1919 والتي لا تعير الدين واللغة العربية أي أهمية». نوقشت تسمية المدرسة، فاقترحَ محمد الشنقيطي أن يكون الاسم «صدّاء» مستشهداً ببيت من الشعر «ما كلُ ماءٍ كصدّاء لوارِدهِ - نعم، ولا كل نبت فهو سعدان»، سعدان هو نبت فيه شوك، وصدّاء ماء في جنوب بلدة مرات في الوشم، وهو دائماً عذب، واقترحَ آخرون أن يكون الاسم مدرسة «النجاة» فكانَ.

## الموافقة الحكومية
في سنة 1339 الهجرية، 1920 الميلادية، تعاون أهل البر والإصلاح من أهل الزبير مع الشيخ محمد أمين الشنقيطي الزبيري لتقديم طلب لوزارة الداخلية لتأسيس جمعية يكون اسمها جمعية النجاة، فصدرَ الإذن الحكومي سنة 1342 هـ 1922 م، فقدمَ العلماءُ بعدها طلباً آخر لتأسيس مدرسة، ونشرت جريدة الأوقاف العراقية في عددها الصادر يوم 21 رمضان سنة 1340 هـ الموافق شهرَ أيار سنة 1922 نشرت الجريدة خبرَ تشكيل لجنة لجمع التبرعات لإنشاء مدرسة في محلة الرشيدية برئاسة الشيخ محمد أمين الشنقيطي وعلى المتبرعين أن يُسلموا ما تجود به أنفسهم الكريمة إلى أمين الصندوق محمد بن حمد العسافي في الزبير، وإلى صقر البعيجان في البصرة والعشار، فصدرت الموافقة مِن وزارة المعارف العراقية يوم 8 كانون الثاني سنة 1923م.

## أرض المدرسة
كانت المدرسة جزءاً من أنشطة جمعية النجاة الأهلية التي أُسست سنة 1920، أما المدرسة فقد أُسست سنة 1923، قال محمد بن حمد العسافي في كتابه مساجد الزبير «وتم بناء مدرسة النجاة في 15 محرم سنة 1341 هـ وصار مديراً فيها الشيخ محمد الشنقيطي، وأول جلوسه للتدريس فيها في 12 صفر سنة 1341 هـ». كانت الأرض الأولى في مقاطعة 1 الزبير، في محلة الرشيدية، شمال مسجد النجادة، في أرض موقوفة باسم فاطمة العلي الدهيشي، استأجرها أحمد إبراهيم المشاري متبرعاً بخمسة آلاف ربية لإقامة المدرسة، وتبيّن للمؤسس محمد أمين الشنقيطي أن الأرض غير كافية للمدرسة، فاقترح إيجاد أرض أخرى فتبرعت منيرة ابنة الشيخ عبد اللطيف بن محمد العون بقطعة أرض كبيرة المساحة، وسافر محمد أمين الشنقيطي إلى الهند لجمع التبرعات من الجالية العربية هناك، فجمع 14000 ربية، وجمع من أهالي الزبير أيضاً، وتبرّع عبد العزيز بن عبد المحسن آل إبراهيم بمحتويات قصره في الشعيبة شمال الزبير، من أبواب وشبابيك وزخارف وأخشاب كانت مستوردة من الهند.

## منهجها
عُنيت المدرسة بتدريس العلوم الإسلامية، القرآن والسنة والفقه والحديث، وكذلك الرياضيات والإنكليزية، واُشتهرت المدرسة حينئذٍ بتدريس مسك الدفاتر، وهو علم قريب من المحاسبة، فكان يتيسر للخريجين العمل في التجارة لأهمية علم مسك الدفاتر. اسم المدرسة ابتدائية، غير أن المنهج كان أعلى من تلك المرحلة، قال "إبراهيم عبد العزيز الناصر وعبد المحسن محمد الشقير"دخل علينا أديب العراق وشاعره اللغوي الفذ معروف بن عبد الغني الرصافي المفتش العام لمدراس وزارة المعارف العراقية عام 1342هـ - 1923م، فلما رأى مناهج المدرسة وحُسنَ جواب الطلاب قال: ليست مدرسة ابتدائية بل هي مدرسة جامعية". قال نجيب المانع "وكنت أصاحب الصبيان الذين درسوا الإبتدائية في مدرسة النجاة الأهلية في الزبير، وهي ابتدائية بالاسم فقط، أما المواد التي تدرس فيها فهي تتجاوز أعمار الصبية بسنين كثيرة...كانوا يدرسون أدق قضايا النحو العربي، ويتبحرون في الشعر وأوزانه وتفعيلاته، ويمارسون المحاسبة التجارية ويتعلمون التاريخ الذي كان مستواه يقرب من المستوى الجامعي، وكانوا يدرسون الفقه والشريعة وتفسير القرآن الكريم".. وقال عبد الرحمن بن عبد الله أبا الخيل وزير العمل السعودي الذي درسَ في مدرسة النجاة "المتخرج من المرحلة الابتدائية في مدرسة النجاة الأهلية كالمتخرج من المرحلة الثانوية"، أراد مؤسس المدرسة محمد بن أمين الشنقيطي أن يفتح مدرسة لتعليم البنات، غيرَ أن بعض أهل بلدة الزبير اعترضوا عليه حينئذٍ اعتراضاَ شديداً. واعتدى عليه بعض العامّة بالضرب.ثم أُنشئت بعده مدرسة للبنات. قال علي أباحسين عن المدرسة "قام ضد هذا المشروع العلمي الإنساني فريقان من الناس، ممن دأبهم مقاومة الإصلاح بحجة تدريس الجغرافية وكروية الأرض، ومنشأ المطر ونحو ذلك يرونه خروجاً على الملة، وفريق آخر أرادوا الوقوف أمام هذه المدرسة التي تأخذ بما أخذ به السلف الصالح، وهؤلاء اعتدوا على الشيخ الشنقيطي ولكنه صبرَ وصمد أمامهم، فقد أغروا بعضَ السفهاء بضرب الشنقيطي في الطريق لأنه يُدرّس في مدرسته أن نزول المطر من البخار وأنه يحاول فتح مدرسة للبنات علاوة على الوشايات والدسائس".
| 1- القرآن الكريم      | 11- اللغة الإنكليزية    |
| 2- مبادئ الدين        | 12- الخط                |
| 3- العقيدة            | 13- الحساب              |
| 4- الفقه              | 14- مسك الدفاتر         |
| 5- الفرائض            | 15- الهندسة             |
| 6- القراءة            | 16- الجغرافية           |
| 7- القواعد            | 17- التاريخ             |
| 8- الإملاء            | 18- المعلومات الأخلاقية |
| 9- المحفوظات          | 19- الأشياء والصحة      |
| 10- الإنشاء والمحادثة | 20- الرياضة البدنية     |

## الإدارة المنتخبة عند التأسيس
- محمد بن أمين الشنقيطي رئيسا
- إبراهيم بن عبد الله البسام نائبا
- محمد سليمان العقيل
- ناصر بن إبراهيم الأحمد
- أحمد بن ناصر التركي
- عبد المحسن بن إبراهيم المهيدب
- سليمان بن إبراهيم السويدان
- داوود بن سليمان البريكان
- محمد بن حمد العساف

## تلامذتها
- عبد العزيز سعود البابطين
- عبد الله القصيمي.[16]
- يعقوب الباحسين
- عبد الرحمن بن عبد الله أبا الخيل
- سليمان بن عبد العزيز السليم.[19]
- عبد العزيز البسام.[29]
- محمود البريكان.[30]
- محمد بن راشد الفقيه.[31]
- علي أباحسين.

## أول المعلمين
- 1 - محمد بن أمين الشنقيطي، مؤسس المدرسة، ومدرس القرآن الكريم وتفسيره والفقه والحديث واللغة العربية والشعر والشعراء ودواوينهم والسير والأنساب.
- 2 - ناصر بن إبراهيم الأحمد مدرس اللغة العربية والفرائض وحساب الفرائض والرياضيات ومسك الدفاتر التجارية.
- 3 - عبد الرزاق محمد الدايل مدرس القرآن والفقه.
- 4 - محمد بن شهوان مدرس القرآن وتجويده والحساب والخط العربي وعلوم الفرائض.
- 5 - عبد المحسن إبراهيم البابطين مدرس العربية والفقه وعلوم الشعر والشعراء.
- 6 - عبد الرحمن عبد المجيد الهيتي مدرس العربية والفقه والسير والخط العربي وعلوم الحِساب وعلوم القرآن وتجويده.
- 7 - علي السبيعي مدرس القرآن الكريم وتجويده والقراءة والإملاء.
- 8 - عبد االله الدخيل مدرس العربية والسير القراءة والإملاء.
- 9 - أحمد الخميس مدرس علوم القرآن وتجويده واللغة العربية والفقه والحساب.
- 10 - مشعان ناصر المنصور مدرس اللغة العربية والفقه وعلوم الحساب والجبر.
- 11 - جاسم محمد العقرب مدرس القرآن الكريم وتجويده واللغة العربية وعلوم الفرائض وحسابها.
- 12 - عبد االله عبد الوهاب المزين مدرس علوم تجويد القرآن الكريم والمحفوظات
- الشعرية.
- 13 - أحمد عبد االله العرفج مدرس القراءة والإملاء والخط العربي.
- 14 - يوسف محمد الجامع مدرس علوم السير والقراءة والإملاء والخط العربي.
- 15 - عيسى عبد الكريم الشرهان مدرس القراءة والكتابة والإملاء والحساب.
- 16 - عبد االله عبد الرحمن السند مدرس القرآن والخط العربي.
- 7 - مقبل يوسف الرماح مدرس اللغة العربية والمحفوظات الشعرية.
- 18 - عبد الكريم مقيم المقيم مدرس الخط العربي والمحفوظات الشعرية.
- 19 - عبد المحسن أحمد الربيعة مدرس الرياضيات.
- 20 - عبد المحسن محمد الشقير مدرس الحساب ومسك الدفاتر التجارية.
- 21 - سليمان عبد الرزاق العبد الكريم، مدرس الحساب والخط العربي.
- 22 - علي عبد العزيز الخضيري مدرس علوم الرياضيات.
- 23 - حسن كتوني (مصري الجنسية)، مدرس اللغة العربية.
- 24 - محمد الخراشي (مصري الجنسية) مدرس اللغة العربية.
- 25 - علي عبد الصادق (مصري الجنسية) المشرف الإداري، ومراقب الطلاب ومدرس الخطابة والرياضة.
- 26 - عبد الله محمد الشارخ مدرس المحفوظات الشعرية والقراءة والكتابة واللغة الإنكليزية.
- 27 - تقي الدين الهلالي من سنة 1933 حتى 1936.[32]

## واردات المدرسة
كانت المدرسة تدبّر شؤونها من التبرعات والزكوات، وبعض الوقفيات باسم المدرسة، ومنحة سنوية من وزارة المعارف ابتدأت سنة 1923 وانقطعت سنة 1929م، ومنحة من مديرية الأوقاف، ثم من تبرعات من الزبيريين في الكويت والسعودية، وذكر محمد بن حمد العسافي أنه في سنة 1342 هـ أجرت وزارة المعارف العراقية منحةً سنوية لمدرسة النجاة مقدارها 1500 ربية، بعد سعيٍ من عبد اللطيف المنديل حين كان وزيراً للأوقاف.

### تحقيق تحسين علي
قال تحسين علي في مذكراته، وقد كان متصرف لواء البصرة بين سنة 1933 و1938 "عُرضت عليَّ قضية مدرسة النجاة الأهلية في الزبير، وخلاصتها، كما قال مديرها، أن مفتشي المعارف الذين زاروها اتهموها في تقاريرهم بأنها تروج للمنهج الوهابي وبسبب ذلك فقد قطعت عنها المنح وأصبحت تعاني عجزاً مالياً يهدد بغلقها وقد نفى المدير الاتهامَ الموجه للمدرسة وكل ما هنالك أنها تُدرّس الدروس الدينية إضافة إلى تطبيقها الكامل لمنهج وزارة المعارف كما أنها تلزم طلابها بأداء فريضة صلاتي الظهر والعصر في مسجد المدرسة. وقد التمس المديرُ مني التحققَ من ذلك فذهبتُ معه إلى المدرسة والتقيتُ بعضَ طلابها واختبرتهم فوجدتُ أن المدرسة تطبق حرفياً منهج وزارة المعارف فبادرتُ إلى كتابة التقارير إلى وزارة المعارف ومديرية الأوقاف العامة أكدتُ فيها التزام المدرسة بالمنهج المقرر ونفيتُ عنها التهمة المنسوبة إليها، وطلبت إعادة المنحة التي كانت تدفع لها. ولم أكتف بذلك بل التزمت برعاية المدرسة مدة السنوات الخمس التي قضيتها في البصرة. فكنت في كل سنة وفي موسم الزكاة استصحب معي وجوه البصرة ونذهب لزيارة المدرسة، وهناك ألقى كلمات تحث الحاضرين على تقديم التبرعات التي تكفي لسد حاجة المدرسة لسنة كاملة، وكانت استجابة الحاضرين كاملة؛ إذ تنهال التبرعات في كل سنة، مما ساعد على إنعاش المدرسة التي توسعت وکثر طلابها. قال علي أباحسين "وبعد جهود السيد تحسين علي متصرف لواء البصرة ومنحة وزارة المعارف والاحتفالات السنوية التي تجري بها التبرعات برئاسة تحسين علي. وبعد هذا انتعشت المدرسة وقبلت زيادة في عدد الطلاب فبلغ عددهم نحو ستائة طالب".

### توسعة
بعد أن انتعشت المدرسة وأقبل عليها تلاميذ كثر، لم تسعهم بناية المدرسة، إذ بلغَ عدد الطلاب سنة 1947م نحو ستمئة طالب، استأجرتْ جمعية النجاة داراً لتكون ملحقةً بالمدرسة، ونقلت إليها بعض الشُعَب بين سنة 1947م إلى سنة 1951، إذ تبرّع محمد العقيل ومحمد الشايع لشراء أرض مجاورة مساحتها ثلاثة آلاف متر مربع، وبنى خالد العبد اللطيف الحمد ثمانية غرف وطارمة سنة 1951، ثم فُتحت مدرسة النجاة المتوسطة وروضة النجاة سنة 1957م، إذ لم تكن في الزبير روضة أطفال، وحين فتحت الحكومة روضة للأطفال سنة 1964م، قررت جمعية النجاة تحويل روضتها إلى مدرسة للبنات، فكان ذلك سنة 1965م.

## التأميم
في 13 آب سنة 1974م، صدر أمر حكومي رقم 43693 لتأميم المدارس الأهلية العراقية، بناءً على قرار مجلس قيادة الثورة المؤرخ 9 أيار سنة 1974م، فتحوّلت مدرسة النجاة من أهلية إلى حكومية، ونُفذ التأميم على ملحقاتها ما عدا جمعية النجاة الأهلية التي لم تُؤمّم.

## ثانوية النجاة
في محلة العرب شمال الزبير، أُنشئت بعد مدرسة النجاة الأهلية، مدرسةٌ ثانوية سُميت على اسم مدرسة النجاة، بُنيت سنة 1988م بتبرّع من رجل الأعمال الكويتي عبد العزيز سعود البابطين. وافتتحت يوم 13 ربيع الأول سنة 1410هـ الموافق 12 تشرين الأول سنة 1989م.

## الملاحظات
1. ↑  محمد أمين بن حبيب بن أحمد الحسني الشنقيطي، فقيه مجاهد ولد في تمبكتو من أعمال شنقيط بالمغرب الأقصى، ولد سنة 293هـ/1876م وأخذ العلم من علماء شنقيط ومدن المغرب الأقصى الأخرى، ثم سافر إلى مصر حيث التقى بالشيخ محمد عبده، وبعدها ارتحل إلى الحجاز حيث تعلم على يد علماء المدينة ومكة، ثم سافر إلى الهند وعمان والبحرين والأحساء وقصد الزبير بناء على طلب مزعل السعدون إمام جامع مزعل السعدون.[3]
2. ↑  بعد وفاة بعض كبار المتبرعين على المدرسة، اشتدت الحاجة للنفقة على المدرسة، فأفتى بعض علماء البلد بجواز صرف الزكاة على المدرسة، إذ هي مُلحقة برأيهم بمصرف «في سبيل الله»، أصدر هذه الفتوى ووقع عليها محمد العسافي وعبد الوهاب الفضيلي ومحمد السند وإبراهيم المبيض وعبد الله الرابح، وصدرت فتوى أخرى بتوقيع عبد الله الحمود وعبد المحسن أبا بطين ومحمد الشهوان.[33]